# Joachim Kunz
Joachim Kunz, född 9 februari 1959 i Stollberg i Sachsen, är en före detta östtysk tyngdlyftare.
Kunz blev olympisk guldmedaljör i 67,5-kilosklassen i tyngdlyftning vid sommarspelen 1988 i Seoul.